# Krnežići
 Krnežići  falu Horvátországban Zágráb megyében. Közigazgatásilag Krašićhoz tartozik.

## Fekvése
Zágrábtól 42 km-re délnyugatra, községközpontjától 2 km-re nyugatra a Zsumberki-hegység lejtőin fekszik. 

## Története
A falunak 1857-ben 78, 1910-ben 103 lakosa volt. Trianon előtt Zágráb vármegye Jaskai járásához tartozott. 2001-ben 56 lakosa volt. 

## Lakosság
| Lakosság változása | Lakosság változása | Lakosság változása | Lakosság változása | Lakosság változása | Lakosság változása | Lakosság változása | Lakosság változása | Lakosság változása | Lakosság változása | Lakosság változása | Lakosság változása | Lakosság változása | Lakosság változása | Lakosság változása |
| ------------------ | ------------------ | ------------------ | ------------------ | ------------------ | ------------------ | ------------------ | ------------------ | ------------------ | ------------------ | ------------------ | ------------------ | ------------------ | ------------------ | ------------------ |
| 1857               | 1869               | 1880               | 1890               | 1900               | 1910               | 1921               | 1931               | 1948               | 1953               | 1961               | 1971               | 1981               | 1991               | 2001               |
| 78                 | 89                 | 90                 | 87                 | 87                 | 103                | 101                | 101                | 121                | 125                | 132                | 117                | 93                 | 76                 | 56                 |

## Külső hivatkozások
Krašić hivatalos oldala